# Åsjön (Pelarne socken, Småland)
Åsjön är en sjö i Vimmerby kommun i Småland och ingår i Motala ströms huvudavrinningsområde. 